# False Start
False Start è il sesto album discografico del gruppo musicale rock statunitense Love, pubblicato nel dicembre 1970.

## Tracce
Tutte le tracce sono state scritte e arrangiate da Arthur Lee, tranne The Everlasting First, arrangiata da Jimi Hendrix e Arthur Lee.
1. The Everlasting First — 3:01
2. Flying — 2:37
3. Gimi a Little Break — 2:10
4. Stand Out (live) — 3:35
5. Keep on Shining — 3:50
6. Anytime — 3:23
7. Slick Dick — 3:05
8. Love Is Coming — 1:24
9. Feel Daddy Feel Good — 3:15
10. Ride That Vibration — 3:34

## Formazione
- Arthur Lee - chitarra, piano, armonica, voce
- Gary Rowles - chitarra
- Frank Fayad - basso
- George Suranovich - batteria
- Nooney Rickett - chitarra, cori (2-10)
- Jimi Hendrix - chitarra (1)